# Imagem híbrida
Uma imagem híbrida é uma imagem percebida de uma de duas maneiras diferentes, dependendo da distância de visualização, com base na maneira como os seres humanos processam a entrada visual. Uma técnica para criar imagens híbridas exibindo essa ilusão de ótica foi desenvolvida por Aude Oliva, do MIT, e Philippe G. Schyns, da Universidade de Glasgow, um método originalmente proposto por Schyns e Oliva em 1994.

As imagens híbridas combinam as baixas frequências espaciais de uma imagem com as altas frequências espaciais de outra imagem, produzindo uma imagem com uma interpretação que muda com a distância de visualização. Talvez o exemplo mais familiar seja o de Albert Einstein e Marilyn Monroe. Observando a imagem a uma curta distância, é possível ver uma imagem nítida de Einstein, com apenas uma pitada de distorção embaçada sugerindo a presença de uma imagem sobreposta. Visto à distância em que os pequenos detalhes se confundem, surge o rosto inconfundível de Monroe.

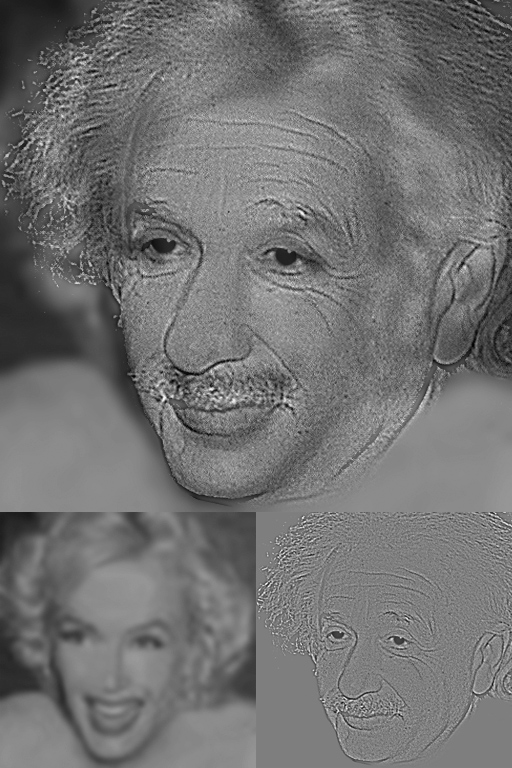
Uma imagem híbrida construída a partir de componentes de baixa frequência de uma fotografia de Marilyn Monroe (inserção esquerda) e componentes de alta frequência de uma fotografia de Albert Einstein (inserção direita).